# Laura Flessel-Colovic
Laura Flessel-Colovic (Pointe-à-Pitre, 6 de novembro de 1971) é uma política francesa e anteriormente esgrimista, especialista na modalidade espada.
Conquistou cinco medalhas olímpicas, sendo dessas, dois ouros na estreia do evento de espada feminino nos Jogos Olímpicos de Atlanta, em 1996. Na disputa individual, derrotou sua compatriota Valérie Barlois e na decisão da disputa por equipes contra as italianas, ganhou junto com Barlois e Sophie Moressée-Pichot. Ela também conquistou uma medalha de bronze nos jogos de Sydney, em 2000. Quatro anos depois, nos jogos de Atenas, retornou às finais individuais, quando foi derrotada pela húngara Tímea Nagy, nos mesmos jogos, ela conquistou o bronze na disputa por equipes. Laura Flessel também tem seis títulos de campeonatos mundiais e um continental.
Qualificada para sua quinta e última edição de Jogos Olímpicos, foi a porta-bandeira da delegação francesa durante as cerimônias de abertura e encarramento dos Jogos de Londres em 2012. Apelidada de vespa por causa de sua especificidade em tocar os oponentes nos pés, é uma das esgrimistas francesas mais condecoradas da história.
Em 17 de maio de 2017, ela foi nomeada Ministra dos Esportes no primeiro governo de Édouard Philippe, sob a presidência de Emmanuel Macron. Ela manteve este título no segundo governo de Philippe anunciado em 21 de junho após as eleições parlamentares.

## Carreira esportiva

### Esgrimista
Laura Flessel começou a praticar esgrima aos seis anos, tornando-se uma esgrimista muito talentosa. Ela progrediu rapidamente e se tornou campeã nacional de Guadalupe. Em seguida, adquiriu sólida experiência nos circuitos caribenho, centro-americano e pan-americano, conquistando em 1990 o campeonato pan-americano na categoria florete e espada. No mesmo ano, ela se juntou à França, praticando no Racing Club de France. Ela também evoluiu dentro do Institut national du sport, de l'expertise et de la performance (INSEP), o que lhe permitiu enfrentar as melhores esgrimistas franceses.
Sua primeira grande conquista foi no mundial de 1995, em Haia, quando terminou em terceiro lugar. No mesmo mundial, ela conquistou uma medalha de prata por equipes junto com Valérie Barlois, Sophie Moressee e Sangita Tripathi, após uma difícil vitória por 45 a 44 contra a Hungria.
Durante a primeira participação do evento espada para mulheres nos Jogos Olímpicos de Atlanta, a França entrou como uma das favoritas para a conquista de medalhas. Laura Flessel era na época a terceira esgrimista do ranking mundial, enquanto sua compatriota Valérie Barlois era a segunda.
Com Valérie Barlois e Sophie Moressée-Pichot, Laura Flessel conquistou o título olímpico no evento por equipes diante da Itália. No evento individual, ela passou por duas esgrimistas húngaras, incluindo a vice-campeão mundial, Szalay, nas semifinais. Na decisão, sua oponente foi a compatriota Valérie Barlois, derrotando-a por 15 toques a 12.. · 
Depois de uma medalha de bronze por equipes na Copa do Mundo de 1997, e de um nono lugar no individual, ela se tornou a oitava esgrimista francesa e a primeira mulher a ganhar os títulos Olímpicos e Mundiais. Para ganhar o título, ela derrotou a alemã Holzkamp por 15 a 9, esta mesma adversária havia triunfado sobre ela naquela mesma temporada numa etapa da Copa do Mundo. Ela ganhou seu segundo título mundial em 1998, vitória no evento por equipes. Na mesma temporada, terminou na segunda colocação da Copa do Mundo.
No ano seguinte, ela demonstrou a ambição de manter seus dois títulos mundiais. No entanto, falhou na competição por equipes, mas venceu seu segundo título individual consecutivo, desta vez contra a suíça Romagnoli. A França terminou o mundial de Seul com oito medalhas, incluindo cinco de ouro..
Nos jogos Olímpicos de Sydney, em 2000, Laura Flessel entrou como uma das favoritas para a medalha de ouro. No entanto, ela foi derrotada na semifinal para a húngara Timea Nagy, mas conquistou a medalha de bronze. Na competição por equipes, a França terminou no quinto lugar.
Durante o ano pós-olímpico, Laura Flessel-Colovic deu à luz Leïlou, em junho de 2001. No entanto, ela retornou às competições internacionais a partir de outubro, disputando a copa do mundo que ocorreu em Nîmes quando conseguiu a façanha de ganhar uma medalha de prata, sendo derrotada pela alemã Claudia Bokel. "Voltar tão rapidamente ao mais alto nível tem sido a alquimia de muitas coisas. Primeiro de tudo, porque eu fui criada na cultura do prazer de superar a si mesmo. Minha educação e minha comitiva também desempenharam um papel fundamental na minha vida esportiva. Este resultado foi mais mental do que físico, e é tudo sobre um sucesso coletivo."
Apesar de suas duas Copas do Mundo de 2002 e 2003, ela teve que esperar por sua terceira participação nos jogos para obter uma nova medalha. Quando enfrentou novamente a húngara Timea Nagy, que conquistou a medalha de ouro. Em 2005, ela ganhou uma nova medalha de bronze no individual. No entanto, ela se reencontrou com o título mundial com a equipe francesa. Este mundial foi um resultando excelente para a França, que ganhou dez medalhas, incluindo quatro de ouro.
No Campeonato Mundial de 2006, em Turim, ela novamente conquistou uma medalha de bronze no evento individual, sendo derrotada novamente por Nagy. Esta medalha foi a única da França nos eventos individuais, pois perdeu várias disputas por medalhas, por contraste, a França ganhou quatro medalhas nos eventos por equipes. Apenas a espada feminina não trouxe uma medalha nos eventos coletivos.
Em 2007, a França decidiu romper com seu hábito de enviar uma equipe chamada "B" no Campeonato Europeu. Esta política destinada a oferecer mais experiência aos jovens esgrimistas se deparou com a necessidade de ganhar pontos na corrida para se qualificar para as Olimpíadas de Pequim. Laura Flessel aproveitou para conquistar o único título que 
lhe faltava. No mundial daquele mesmo ano, ela voltou a conquistar o ouro no evento por equipes. Naquela temporada, ela também ganhou sua terceira copa do mundo.
Seus bons resultados em 2007, e no início da temporada de 2008, deram a ela um dos dois lugares disponíveis na seleção francesa para o evento individual das Olimpíadas de Pequim, já que o evento por equipes não foi incluído no programa.
Ela teve a oportunidade de participar de seu quarto jogos Olímpicos. Uma quarta participação que marcou um ponto distinto, uma vez que esta foi a primeira Olimpíada na qual Laura Flessel não conquistou uma medalha, pois foi eliminada pela chinesa Li Na (15-9) nas quartas de final.
No ano de 2009, Laura Flessel conquistou um terceiro lugar no Campeonato Europeu em Plovdiv, e uma eliminação dolorosa no mundial de Antália, quando foi derrotada nas quartas de finais pela russa Lyubov Shutova após uma partida equilibrada que foi decidida na morte súbita com o placar de 7 a 8.
No ano seguinte, ela ganhou duas medalhas de bronze no Campeonato Europeu em Leipzig. Na competição individual, ela perdeu na semifinal por morte súbita para a polaca Magdalena Piekarska com o placar de 13 toques a 12. Na competição por equipes, a França perdeu na semifinal para a Itália antes de conquistar a medalha de bronze contra a Alemanha. Nos campeonatos mundiais, disputados no Grand Palais de Paris, Laura Flessel venceu sua compatriota Hajna Kiraly-Picot nas oitavas de finais, mas acabou sendo derrotar para a húngara Emese Szász nas quartas de finais, que por sua vez foi derrotada na final pela outra francesa, Maureen Nisima. No evento por equipes, as francesas terminam no quinto lugar após uma derrota por 45 a 40 contra a Romênia nas quartas de finais.
No mundial de 2011, ela perdeu por nocaute na primeira fase do torneio, rodada de 32 avos, para a adversária norte-americana Maya Lawrence pelo placar de 15 a 14. Assim como na edição anterior, as esgrimistas francesas perderam nas quartas de final do evento por equipes, desta vez para a China. Laura Flessel foi incapaz de manter a vantagem de três toques que a França possuía antes do último round contra a vencedora do evento individual Li Na, que deu a vitória à sua equipe no placar de 45 a 43.
A equipe de espada falou em sua tentativa de se qualificar para o evento por equipes dos jogos Olímpicos de 2012, em Londres. Em 21 de abril de 2012, ela se classificou para o evento individual ao derrotar Emma Samuelsson por 15 a 6 nas semifinais do Campeonato Europeu de Qualificação realizado em Bratislava. Em 14 de maio de 2012, Laura Flessel foi oficialmente designada como a portadora da bandeira da delegação francesa durante as cerimônias de abertura e encerramento dos jogos de Londres, disputado de 27 de julho a 12 de agosto de 2012. Em sua última competição, ela derrotou Courtney Hurley, representante dos Estados Unidos (15 a 12), antes de perder para a atleta que na época era a número 4 do mundo, Simona Gherman da Romênia, por 15 a 13.

### Dopagem
Em 26 de maio de 2002, durante um evento do Campeonato Mundial em Málaga e após um teste positivo para o estimulante niquetamida, Flessel-Colovic foi suspensa por três meses pela Federação Internacional de Esgrima.

### Gestão do esporte
Apesar de sua candidatura, não foi retida pela Federação Francesa para participar da comissão da modalidade espada.  Em 2012, assumiu a gestão de Nathalie Moellhausen, italiana que compete pelo Brasil, formando um grupo também composto por dois mestres de armas, Daniel Levavasseur e Michel Sicard, este último já havia treinado Laura. Ela acompanhou Moellhausen nos eventos dos Jogos Olímpicos de 2016, quando a ítalo-brasileira enfrentou as francesas Marie-Florence Candassamy e Lauren Rembi, vencendo a primeira e perdendo para a segunda.

## Vida pessoal
Laura Flessel é casada com Denis Colovic (ex-jornalista do Progrès de Lyon e da Federação Francesa de Esgrima). Ela também é mãe de Leïlou, nascida em junho de 2001.

## Consultora de esportes e outras atividades

### Meios de comunicação
Em 2008, foi colunista do jornal diário Aujourd'hui Sport, que atualmente se encontra fora de circulação.
De 6 a 20 de outubro de 2012 foi uma das participantes da terceira temporada do Danse avec les étoiles, versão francesa do programa Dancing with the Stars. Na ocasião, ela atuou ao lado do dançarino Grégoire Lyonnet.
Em 2015, ela interpretou Alexandra num especial do programa Nos chers voisins: Nos chers voisins fêtent les vacances.
Durante os Jogos Olímpicos de Verão de 2016, ela comentou a cerimônia de abertura com Stéphane Guy e Joris Sabi no Canal+, os eventos de esgrima com Frédéric Roullier e a cerimônia de encerramento com Julien Fébreau e Jean Galfione.

### Vida associativa
Flessel-Colovic é embaixadora da campanha Stand Up for African Mothers da AMREF Flying Doctors, ela também é a madrinha da Handicap International e embaixadora da Plan International. Seu projeto de longo prazo visa levar a esgrima para cidades e lugares desfavorecidos. Ela também é embaixadora da boa vontade pela UNESCO, promovendo a tolerância nos esportes.
Ela fundou a associação Ti'Colibri, que visa promover a esgrima. Graças à sua ação, conseguiu oferecer meios e equipamentos para clubes com poucos recursos.
Em janeiro de 2008, participou do programa "Envole-toi", que com o apoio da Fundação Jean-Luc Lagardère, que pretendia preparar jovens esgrimistas na perspectiva dos Jogos Olímpicos de 2012.
Ela é a madrinha da associação Paris 2018 pela organização da décima edição dos Jogos Gays em 2018. O maior evento esportivo e cultural do mundo, aberto a todos, cujo objetivo é lutar contra a discriminação. É também a madrinha da Afev (Associação de Fundação Estudantil para a Cidade), uma associação de educação popular que combate as desigualdades nos bairros da classe trabalhadora através do envolvimento de estudantes voluntários e voluntários no serviço cívico.

### Carreira profissional e política

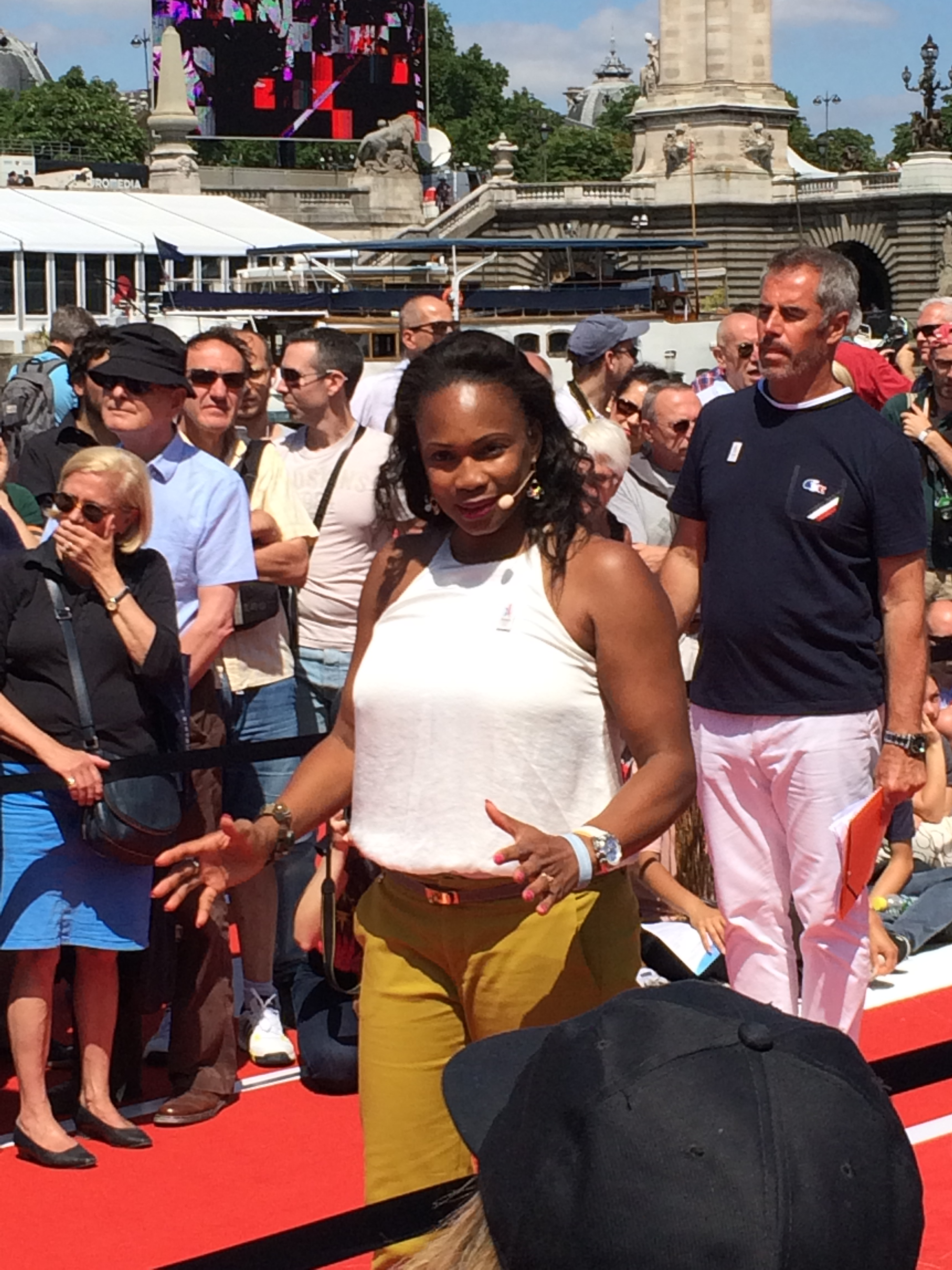
Laura Flessel no Dia Olímpico, em 23 de junho de 2017.

Em 28 de outubro de 2010 foi nomeada membro do Conselho Econômico, Social e Ambiental, devido à sua experiência no campo esportivo. Este mandato expirou em 2015.
Em 27 de junho de 2013, ela foi nomeada membro do Conselho Nacional do Desporto como personalidade qualificada.
Durante o intervalo entre os turnos da eleição presidencial da França em 2017, no dia 7 de maio de 2017, ela fez parte dos sessenta esportistas ativos ou aposentados que assinaram um apelo para votar em Emmanuel Macron "para o esporte continuar sendo uma área de liberdade, igualdade e fraternidade". Após sua vitória, ela escreveu em sua conta no Twitter: "Em março... o melhor para o nosso país. Vamos arrumar as mangas e avançar."
Em 17 de maio de 2017 foi nomeada Ministra dos Esportes durante o primeiro governo de Édouard Philippe, sob a presidência de Emmanuel Macron, cargo que manteve no segundo governo de Édouard Philippe constituído em 21 de junho de 2017. O segundo ministro mais popular do governo no final de 2017, ela é particularmente responsável pela preparação da organização dos Jogos Olímpicos de Verão de 2024.
Em dezembro de 2017, ela trouxe à Assembléia Nacional a Lei Olímpica de Paris 2024.

## Conquistas
- Jogos Olímpicos:[46]
  -  Espada individual (1996) e Espada por equipes (1996)
  -  Espada individual (2004)
  -  Espada individual (2000) e Espada por equipes (2004)
- Campeonato Mundial:[46]
  -  Espada individual (1998 e 1999) e Espada por equipes (1998, 2005, 2007 e 2008)
  -  Espada individual (2001) e Espada por equipes (1995 e 2006)
  -  Espada individual (1995, 2005 e 2006) e Espada por equipes (1997)
- Campeonato Europeu:[46]
  -  Espada individual (2007)
  -  Espada individual (2009 e 2010) e Espada por equipes (2007, 2010 e 2011)
- Copa do Mundo de Esgrima:
  -  3 Copas do Mundo por espada (2002, 2003 e 2004)
- Jogos do Mediterrâneo:[47]
  -  Espada individual (2005)
- Campeonato Francês:[46]
  -  Espada individual (1998, 2000, 2002, 2003, 2007 e 2008) e Espada por equipes (1993, 1995, 1996, 1999, 2003, 2004, 2005, 2006 e 2007)
  -  Espada individual (1993, 2005 e 2009)

### Distinções
- 6 de setembro de 1996: Cavaleiro da Ordem Nacional da Legião de Honra.[48]
- 1996: prêmio Emmanuel Rodocanachi, da Academia dos Desportos, em conjunto com a Equipe feminina de espada francesa, como a melhor equipe feminina do ano.
- 1998: prêmio Guy Wildenstein, da Academia dos Desportos, como uma atleta cuja carreira esportiva é um exemplo.[49]
- 2000: Oficial da Ordem Nacional do Mérito.[50]
- 2004: Comandante da Ordem Nacional do Mérito.<ref>Décret du 24 septembre 2004 portant nomination